# Ulisses Mendes
Ulisses Mendes (Itinga, 2 de fevereiro de 1955) é um artesão brasileiro.
É hoje um dos principais artesãos do Vale do Jequitinhonha. As suas obras são os retratos do quotidiano de seu povo, do qual ele busca relatar todas as peculiaridades do dia-a-dia da forma mais simples possível.